# Hr.Ms. Utrecht (1901)
De Hr.Ms. Utrecht was een Nederlands pantserdekschip van de Hollandklasse, gebouwd door de Rijkswerf in Amsterdam. Het schip was een van twee Nederlandse marineschepen die vernoemd zijn naar de Nederlandse provincie Utrecht. Het andere was een onderzeebootjager.

## Diensthistorie
In het jaar van indienstneming voer het schip in de bootjesreis, een jaarlijkse tocht naar de Middellandse Zee voor adelborsten. Tijdens deze tocht werden onder meer de havens van Cadiz, La Spezia, Napels en Toulon aangedaan. Het schip keerde later dat jaar op 22 juli terug in de haven van Vlissingen.
4 april 1902 arriveerde het schip samen met de Koningin Regentes in de haven van La Guaira. Ze waren daar wegens het door de Venezolaanse marine herhaaldelijk aanhouden van Nederlandse en Antilliaanse schepen.
Op 6 juni 1904 liep het schip samen met haar zusterschip de Gelderland aan de grond bij Aroes Lampoejang, Zuid-Sumatra doordat dit niet op de kaart stond. Voor reparatie weken de schepen uit naar respectievelijk Soerabaja en Singapore. Later dat jaar verleende de Utrecht hulp aan de op 18 september op de rotsen gelopen Van Outshoorn van de Koninklijke Paketvaart Maatschappij.
Op 17 juni 1905, na een tijd te hebben gediend in Nederlands-Indië, keerde de Utrecht samen met de Noordbrabant en de Gelderland terug naar Nederland. De reis, van Tandjong Priok naar Den Helder, ging via Mahe, Perim, Port Saïd, Algiers en Tanger. De schepen arriveerden op 30 augustus 1905 in Den Helder.
Op 1 september 1909 vertrok het schip vanuit Suriname naar New York waar het de viering van de Hudson-Fulton-feesten bijwoont. Die werden gehouden ter gelegenheid van de aankomst van Henry Hudson in Amerika op het VOC-schip de Halve Maen en het in de vaart brengen van het door Robert Fulton ontworpen stoomschip in 1809. De Utrecht nam deel aan de vlootschouw op de Hudson. Hierbij voer Utrechts bemanning, gehuld in 17e-eeuws kostuum, een op de Rijkswerf gebouwde replica van Hudsons Halve Maen. De replica werd later aangeboden aan de voorzitter van het feest, maar zou kort daarna door brand verwoest worden.
25 april 1910 vertrok de Utrecht vanuit Paramaribo naar Buenos Aires voor het eeuwfeest van de onafhankelijkheid van Argentinië. Op 21 mei nam ze deel aan de vlootrevue voor de Argentijnse kust. Op 2 juni begon het schip aan de terugreis via Brazilië en Grenada. Ze was op 26 augustus terug in Suriname.
In 1913 werd ze uit dienst genomen, net als haar zusterschip de Friesland.